# Бакалян, Парет Арутюнович
Парет Арутюнович Бакалян (арм. Պարետ Հարությունի Բակալյան; 26 марта 1925, Пловдив — 27 октября 1999, Ереван) ― советский и  армянский врач-гигиенист, доктор медицинских наук (1972), профессор (1973). Редактор отдела гигиены питания «Большой медицинской энциклопедии» (с 1980 года). Известен своими работами по питанию промышленных рабочих, а также физиологии и биохимии питания.

## Биография
Парет Арутюнович Бакалян родился 26 марта 1925 года в городе Пловдив, Болгария.
В 1947 году окончил санитарно-гигиенический факультет Ереванского государственного медицинского института.
В 1949 году начал работать ассистентом на кафедре гигиены питания Ереванского мединститута. В 1968 году стал заведующим кафедрой санитарной гигиены пищевых продуктов Ереванского медицинского института.
В 1972 году защитил докторскую диссертацию по теме «Некоторые стороны нарушения обмена белков при экспериментальном флюорозе и пути их устранения» на соискание учёной степени доктора медицинских наук. В 1973 году удостоен звания профессора.
В 1976 году возглавил кафедру гигиены питания и коммунальной гигиены ЕрМИ. С 1983 года ― заведующий кафедрой профильной гигиены этого института.
В 1974 году был избран председателем Общества гигиенистов Армении, также был членом Всесоюзного научного общества гигиенистов.
С 1980 года работал редактором отдела гигиены питания Большой медицинской энциклопедии.
Умер 27 октября 1999 года в Ереване.

## Научная деятельность
Работы Парета Арутюновича Бакаляна касаются вопросов химико-металлургического, рационального и профилактического питания промышленных рабочих, а также физиологии и биохимии питания. Внедрил современные комплексные биохимические методы. Занимался изучением влияния вредных промышленных факторов на здоровье работников и разработкой лечебно-профилактического питания. Написал 73 научные работы.
Под его научным руководством были защищены три кандидатские и одна докторская диссертации.